# Max Fleischer (animátor)

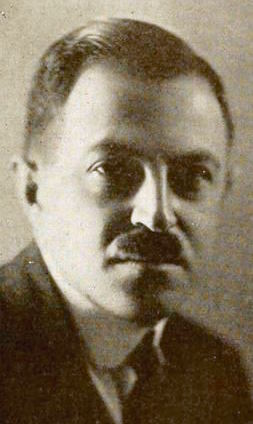
Max Fleischer

Max Fleischer (rodným jménem Majer Fleischer; 19. července 1883 Krakov – 11. září 1972 Woodland Hills) byl polsko-americký filmař židovského původu.
Proslavil se zejména jako animátor a také vynálezce rotoskopu. Založil filmovou společnost Fleischer Studios, která byla průkopníkem amerického animovaného filmu. Jeho nejznámější kreslenou postavičkou se stala Betty Boop, na plátna také převedl komiksové figurky Pepka námořníka a Supermana. Pověstná byla Fleischerova rivalita s Waltem Disneyem. Maxův syn Richard Fleischer se stal známým filmovým režisérem (např. Tora! Tora! Tora!, Soylent Green, Ničitel Conan, Rudá Sonja).

## Životopis
Fleischerova rodina odešla z Polska do USA v roce 1887, když mu byly čtyři roky. Usadila se v New Yorku.
Začínal v novinách The Brooklyn Daily Eagle jako poslíček, později se vypracoval na fotografa a nakonec se stal novinovým kreslířem. Zde potkal jako kolegu Johna Randolpha Braye, který ho později pozval k tvorbě animovaných filmů. V letech 1914 až 1916 Max a jeho bratři Joe a Dave Fleischerovi zkonstruovali rotoskop, patent získali v roce 1917. Tento vynález umožnil animaci se posunout k mnohem souvislejšímu a realističtějšímu pohybu postav.
V roce 1914 dostal rovněž nabídku od Braye, který pracoval pro Paramount, aby se stal vedoucím produkce v jeho studiu. V době první světové války tvořil ve Fort Sill v Oklahomě především instruktážní filmy pro armádu; témata se týkala např. čtení vrstevnicové mapy, obsluhy minometu, střelby z kulometu a pokládání podmořských min. Po konci války se Fleischer vrátil k Brayovi a také jiné tvorbě, průlomovým byl snímek Out of the Inkwell z roku 1918, kde vytvořil brzy populární postavičku klauna ("Koko the Clown"). Série filmů s klaunem pokračovala až do roku 1929, od roku 1921 jí vyráběl ve vlastním studiu Out of the Inkwell Films, které založil se svými bratry. Stále také točil vzdělávací snímky, v nichž animované pasáže měly mládeži ilustrovat vědecké teorie, například Einsteinovu teorii relativity, nebo Darwinovu evoluční teorii. Společnost ale nezachytila nástup zvukového filmu a zbankrotovala.
Fleischer nicméně roku 1929 založil (stále ještě v New Yorku) novou společnost Fleischer Studios, kde začal zdokonalovat možnosti synchronizace zvuku a obrazu, a jejíž úspěch spočíval v úzké spolupráci s gigantem Paramountem. V roce 1932 představil postavu Betty Boop, která se stala velmi populární a Paramount si objednal další pokračování. Rok poté zakoupil licenci na komiksovou postavičku Pepka námořníka a zapojil ji do jednoho z filmů s Betty Boop. Okamžitá obliba figurky u diváků Fleischera nicméně přesvědčila, že by měla vystupovat samostatně. Betty a Pepek se pak ve 30. letech staly jedinými produkty své doby, které dokázaly otřást nadvládou Walta Disneye nad americkým animovaným filmem. Ten sice předstihl Fleischera časnějším ovládnutím barevného filmu a čtyřletým monopolem na tříbarevný proces technicolor, avšak po roce 1936, kdy exkluzivita na technicolor Disneyovy vypršela, se Fleischer vrátil do hry a rychle srovnal krok svým vynálezem zvaným stereoptický proces, který vnášel do animovaného filmu trojrozměrnou iluzi (Disney pak musel reagovat svým systémem multiplane). V roce 1937 Fleischer čelil ve svém studiu stávce, což ho psychicky zdrtilo, neboť si vždy zakládal na otcovském vztahu k zaměstnancům. Tehdy začaly jeho zdravotní i jiné potíže. Rozhodl se pak přemístit firmu na Floridu. V té době Disney triumfoval svým celovečerním filmem Sněhurka a sedm trpaslíků. Paramount začal na Fleischera tlačit, ať také připraví celovečerní film. Rozhodl se pro adaptaci románu Jonathana Swifta Gulliverovy cesty. Fleischer však při přípravě překročil rozpočet a film navíc v roce 1939 v kinech příliš neuspěl. Tím začaly finanční problémy firmy, která se stala dlužníkem Paramountu. Nakonec Paramount Fleischerovu firmu v roce 1942 pohltil, ještě před tím však Fleischer pro Paramount udělal velkou službu tím, že zakoupil licenci na komiksovou postavu Supermana. Většinu Fleischerových animátorů časem přetáhl Disney. Fleischer byl poté najmut společností The Jam Handy Organization v Detroitu v Michiganu na výrobu tréninkových filmů pro armádu, neboť Spojené státy se v té době zapojily do druhé světové války. Fleischer byl také zapojen do přísně tajného vývoje systému zaměřovače bombardérů. Po válce se věnoval vzdělávacím filmům.
V roce 1954 Maxův syn Richard Fleischer točil pro Disneyho dobrodružný hraný film Dvacet tisíc mil pod mořem. U té příležitosti se odehrál "usmiřovací oběd" dvou velkých rivalů, Walta a Maxe. Setkání bylo dojemné i proto, že u Disneyho Max potkal řadu svých bývalých animátorů. Že však k úplnému usmíření nikdy nedošlo, prozradil Maxův syn Richard ve svých pamětech, kde píše, že Max do konce života, když někdo vyslovil jméno Walt Disney, zamumlal "zkurvysyn" (that son-of-a-bitch). V roce 1958 Fleischer obnovil starou firmu Out of the Inkwell Films, která pak pracovala pro televizi. Připravila například stodílný animovaný seriál Out of the Inkwell (1960–1961), s využitím talentovaného hlasového herce Larry Storcha. Sám Max byl však již jen u rozjezdu seriálu, zdravotní potíže mu nedovolily více.